# Gerald Lascelles
Gerald David Lascelles (Yorkshire, 21 de agosto de 1924 – Bergerac, 27 de fevereiro de 1988) foi o filho mais novo de Henry Lascelles, 6.º Conde de Harewood e Maria, Princesa Real, única filha do rei Jorge V do Reino Unido e Maria de Teck. Foi primo da rainha Isabel II do Reino Unido. Ele foi intitulado O Honorável Gerald Lascelles.

## Vida e Família
Lascelles nasceu em Goldsborough Hall, Yorkshire, e foi baptizado tendo o príncipe de Gales e a duquesa de Iorque como seus padrinhos. Na altura de seu nascimento, ocupava a sétima posição na linha de sucessão ao trono britânico.
Em 15 de julho de 1952, se casou com Angela Estree Lyssod D'Arcy Dowding (20 de abril de 1919 – 28 de fevereiro de 2007) em St. Margaret's. Se mudaram para uma casa em Albion Mews, W2. Antes de se divorciarem em julho de 1978, tiveram um filho:
Henry Ulick Lascelles (nascido em 19 de maio de 1953), que se casou primeiro com Alexandra Morton (15 de abril de 1953) em 25 de agosto de 1979 (divorciarem-se em 20 de outubro de 1999) e depois com Fiona Wilmott em 2 de junho de 2006. Teve um filho de seu primeiro matrimonio, Maximilian John Gerald, nascido em 19 de dezembro de 1991.
Em 17 de novembro de 1978, Lascelles se casou com sua segunda esposa, a atriz Elizabeth Colvin (nascida Elizabeth Evelyn Collingwood, 23 de abril de 1924 – 14 de janeiro de 2006), em Viena, Áustria. Tiveram um filho:
Martin David Lascelles (nascido em 9 de fevereiro de 1962, Londres), nascido antes de seu matrimônio. Martin se casou com Charmaine Eccleston (24 de dezembro de 1962, Kingston, Jamaica) em 23 de abril de 1999, e tiveram um filho, Alexander Joshua, nascido em 20 de setembro de 2002. Martin também tem uma filha ilegítima com a cantora Carol Anne Douet (4 de maio de 1962, Londres) chamada Georgina Elizabeth, nascida em 22 de dezembro de 1988.
Lascelles foi o presidente da British Racing Drivers' Club de 1964 até 1991, após a morte de Francis Curzon, 5.º Conde Howe. Lord Howe havia pedido a Lascelles para que o substituísse.
Também foi um entusiasta do jazz, e colaborou com o jornalista e editor da revista Sinclair Traill nos anuários do Just Jazz na década de 1950.
Lascelles morreu em Bergerac, França, em 1998.